# Кук, Артур Бернард
Артур Бернард Кук (англ. Arthur Bernard Cook; 22.10.1868, Хампстед, Лондон — 26.04.1952, Кембридж) — британский классицист, археолог и историк религии. Профессор Кембриджа, член Британской академии (1941). Наиболее известная работа «Zeus: A Study in Ancient Religion» (Зевс: Исследование древнегреческой религии).
В 1892—1907 гожах профессор лондонского Бедфорд-колледжа.
С 1900 года член кембриджского Куинс-колледжа, также являлся его вице-президентом.
С 1908 года преподаватель Кембриджа, а в 1931—1934 годах его Лоуренсовский профессор классической археологии, первый в этой должности.
Был близок с Дж. Фрэзером.
В Кембридже у Кука учился Robert Manuel Cook (не родственник).